# Hilizukhu
Hilizukhu is een bestuurslaag in het regentschap Nias Utara van de provincie Noord-Sumatra, Indonesië. Hilizukhu telt 294 inwoners (volkstelling 2010).